# Lyman (Ucrânia)
Lyman (em ucraniano:  Лиман), anteriormente Krasnyi Lyman (em ucraniano:  Красний Лиман), é uma cidade da Ucrânia, situada no Oblast de Donetsk. Tem 26,21 km² de área e sua população em 2020 foi estimada em 20.768 habitantes.
Seguindo a lei de descomunização de 2015, a cidade foi renomeada de Krasnyi Lyman para Lyman. O novo nome foi aprovado pelo Verkhovna Rada (o parlamento ucraniano) em 4 de fevereiro de 2016.
No dia 26 de maio de 2022, as forças russas tomaram o controle da cidade, no contexto da invasão russa da ucrânia. Foi uma vitória estratégica para as forças russas por conta do centro ferroviário da cidade. Em 10 de setembro, foi reportado que tropas russas estavam abandonando suas posições em Lyman após uma grande contra-ofensiva ucraniana na região. Em 1 de outubro, o exército ucraniano formalmente reocupou a cidade, com os militares russos debandando em massa da região.
Em janeiro 2023, a população morando em Lyman foi estimada em cerca de 13.000, com muitos residentes retornando após a Ucrânia reassumir o controle da cidade.